# Ysseldalarna

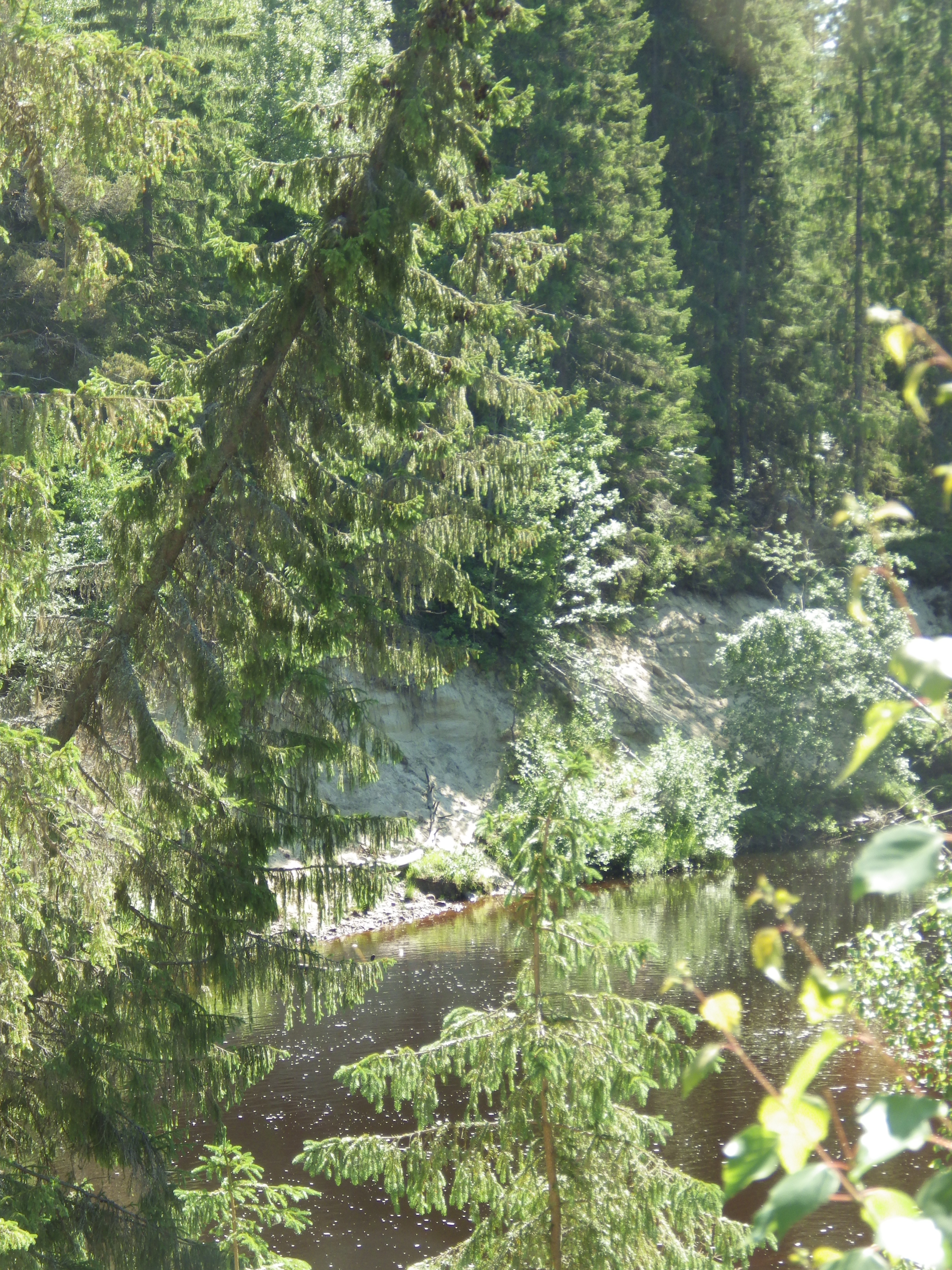
Vy av en nipa vid Ysseldalarna i Hörnån.

Ysseldalarna är en sträcka av Hörnån med forsar nedanför Häggnäs och ovanför Hörnefors. Ån är här djupt nerskuren med branta nipor och raviner.